# قائمة أعضاء حركة فتح
وفيما يلي قائمة بأعضاء حركة فتح وهو حزب سياسي فلسطيني رئيسي وميليشيا تأسست في الفترة ما بين 1958 و1959. تشمل القائمة القادة والمسلحين والمحافظين ورؤساء البلديات والممولين المرتبطين بحركة فتح وفروعها المختلفة.

## الأعضاء السابقين والحاليين
- محمود عباس (الممول السابق ورئيس المنظمة الحالي)
- عادل عبد الكريم ياسين (مؤسس)
- أحمد عبد الرحمن (مؤسس)
- أحمد أبو ريش (قائد مسلح)
- هاني أبو السعود (الممول السابق)
- يوسف العميرة (مؤسس)[1]
- فتحي عرفات
- موسى عرفات (الرئيس السابق لقوات الأمن التابعة لحركة فتح)
- ياسر عرفات (مؤسس ورئيس منظمة سابق)
- ناصر بدوي (قائد مقاتل)
- حكم بلعاوي (مؤسس)
- حكمت زيد (المستشار الرئاسي لشؤون المحافظات وعضو المجلس الاستشاري في حركة فتح والمحافظ والعمدة والسفير ووزير الزراعة ووزير الاتصالات السابق)
- مروان البرغوثي (رئيس فرع التنظيم)
- محمد دحلان (رئيس الأجهزة الأمنية لفتح) (أقيل من منصبه من قبل محمود عباس)
- صائب عريقات (مستشار)
- قدورة فارس (محافظ)
- روحي فتوح (الرئيس السابق للمنظمة) (مؤسس)
- طلعت الغصين (الممول السابق)
- صخر حبش
- خالد الحسن (مؤسس)
- فيصل الحسيني (مؤسس)
- غازي الجبالي
- إميل جرجوي (عمدة)
- فاروق القدومي
- هاني القدومي
- فادي قفيشة
- نمر صالح (أبو صالح) (مؤسس)
- ماجد أبو شرار (مؤسس)
- سعد صايل (أبو الوليد) (مؤسس)
- سونه ديخا
- صلاح خلف (مؤسس)
- سمير المشهراوي
- محمد يوسف النجار (مؤسس)
- عبد المحسن القطان
- أحمد قريع (رئيس الوزراء السابق) (عمدة)
- جبريل الرجوب (عمدة)
- علي حسن سلامة (رئيس منظمة أيلول الأسود وفرعها القوة 17)
- جمال أبو سمهدانة
- سرحان شرحبيل سرحان[2] (مسلح مرتبط بفرع كتائب شهداء الاقصى)
- يحيى سكاف (مسلح)
- مسلمة ثابت
- خليل الوزير (مؤسس)
- خالد اليشرطي (مؤسس)
- ناصر يوسف
- زكريا الزبيدي (القائد العسكري لفرع كتائب شهداء الأقصى)
- زكريا الآغا رئيس حركة فتح في قطاع غزة (عمدة)
- فؤاد الشوبكي (مؤسس) المستشار المالي للواء ياسر عرفات

- عاطف أبو بكر [3]
- نعيم خضر [4]
- عدنان غيث
- أنيس القاق (نائب وزير وسفير سابق)
- نائف أبو شارة (قائد عسكري في كتائب شهداء الأقصى)
- محمود اللبدي (الناطق باسم منظمة التحرير الفلسطينية)
- عبد الله فرنجي [5]
- حنا ميخائيل [6]
- عز الدين القلق [7]
- نهاد نسيبة
- أوري ديفيس
- إيلان هاليفي
- سلوى أبو خضرة
- زياد عبد الفتاح (مؤسس).
- خالد حسن الشيخ (مؤسس).
- رشاد عبد الحافظ (مؤسس).
- مختار بعباع (مؤسس، وعضو اللجنة المركزية الأولى للحركة).
- محمد جهاد العموري (عضو سابق في اللجنة المركزية للحركة).
- ثابت ثابت (قائد سياسي).
- رائد الكرمي (قائد كتائب شهداء الأقصى الذراع العسكري للحركة).
- مفيد عبد ربه (عضو سابق).
- إبراهيم شاكر خريشة (عضو).
- إبراهيم محمد خريشة (عضو وسفير).
- ربيح الخندقجي (عضو ومحافظ سابق).
- كفاح حطاب (عسكري أسير).
- جاد تايه (عسكري).
- مؤيد شعبان (عضو).
- عدنان الضميري (عضو).
- عبد الناصر صالح (عضو).
- عبد الله حجازي (عضو وسفير).
- محمود ضمرة (عسكري).
- منير الزعبي (عسكري).
- هايل عبد الحميد (عسكري).
- ناصر القدوة (عضو).
- عبد الكريم العكلوك (مؤسس).
- عبد الفتاح الحمود (مؤسس).